# Neuilly-le-Réal
Neuilly-le-Réal település Franciaországban, Allier megyében. Lakosainak száma 1440 fő (2022. január 1.). Neuilly-le-Réal Bessay-sur-Allier, Chapeau, Gouise, Mercy, Montbeugny, Saint-Voir és Toulon-sur-Allier községekkel határos.

## Népesség
A település népességének változása:
| Lakosok száma | 1205 | 1201 | 1287 | 1343 | 1458 | 1465 | 1456 | 1453 | 1452 | 1440 |
|               | 1968 | 1982 | 1990 | 2006 | 2013 | 2015 | 2017 | 2019 | 2020 | 2022 |